# 나이토 노부테루 (1592년)
나이토 노부테루(일본어: 内藤信照, 1592년 ~ 1665년 3월 5일)는 일본 에도 시대의 후다이 다이묘이며, 다나구라번의 초대 번주이다. 어릴적 이름은 야시치로(弥七郎)이며, 관위는 종5위하, 부젠노카미이다.
초대 오사카 조다이 나이토 노부마사(内藤信正)의 아들로 이즈국에서 태어났다. 몸이 병약하여 동생인 노부타케가 후계자가 되었으나, 노부타케가 1619년에 요절하면서 다시 후계자 자리에 올랐다. 1621년에 종5위하, 부젠노카미에 서임되었다. 1626년에 가문을 계승하였고, 이듬해 무쓰국 히가시시라카와군, 기쿠타 군과 히타치국 다가 군 3군으로 영지를 바꾸고, 다나구라 성을 근거지로 삼아 고쿠다카 5만 90석의 영주가 되었다.
1629년, 자의 사건으로 유배에 처해진 교쿠시쓰 소하쿠의 감시를 담당했으며, 1647년 음력 8월부터 대규모 토지 조사를 벌여 번정의 기초를 쌓았다. 1649년부터 1652년까지는 오사카 조다이도 맡았다. 1665년에 74세의 나이로 사망하였고, 아들 노부요시가 그 뒤를 이었다.
| 전임 나이토 노부마사 | 제3대 나이토씨 (노부나리류) 당주 | 후임 나이토 노부요시 |

| 전임 니와 나가시게 | 제1대 다나구라번 번주 (나이토가) 1627년 ~ 1665년 | 후임 나이토 노부요시 |

| 전임 이나가키 시게쓰나 | 제5대 오사카 조다이 1649년 ~ 1652년 | 후임 미즈노 다다모토 |